# Zemětřesení v Dubrovníku (1667)
Zemětřesení v Dubrovníku v roce 1667 bylo jedním ze dvou nejvíce zničujících zemětřesení v oblasti, ležící dnes v Chorvatsku, za posledních 2400 let, kdy jsou známy záznamy. Dosáhlo intenzity stupně X na Mercalliho stupnici.

## Průběh
K zemětřesení došlo 6. dubna v 8:00 hodin ráno. Z vrchu Srđ (415 m n. m.) se na město Dubrovník valila lavina kamení a napáchala velké škody. Vzniklo i tsunami, které zdevastovalo přístav. Vlny udeřily vícekrát. Na zemi se objevily trhliny a některé vodní zdroje vyschly. Vznikl i silně zvířený oblak prachu a kouře, který zakrýval oblohu.
V následujících 20 dnech byl ve městě rozsáhlý požár, rozdmýchaný silným větrem, který pohltil množství staveb a památek, postavených za celá staletí.

## Škody
Zničeno bylo celé město a podle některých zdrojů zahynulo až 5000 jeho obyvatel. Zničeny byly více než tři čtvrtiny veřejných budov. Dubrovník byl v té době hlavním městem Republiky Dubrovník. Zemětřesení znamenalo počátek jejího konce.
Kromě Dubrovníku byla také zničena některá města v Boce Kotorské, zejména Kotor a Perast.